# Hermann Richter (Mediziner)
Hermann Richter (* 13. August 1915 in Linz; † wahrscheinlich Mai 1945 bei Linz) war ein österreichischer Arzt. Zuletzt als SS-Obersturmführer war er Lagerarzt unter anderem in den Konzentrationslagern Dachau, Mauthausen und Loibl.

## Biografie
Richter war der Sohn eines Turnlehrers. Nach dem Ende seiner Schullaufbahn absolvierte er ein Medizinstudium an der Universität Innsbruck. Während seiner Studienzeit schloss er sich der Universitätssängerschaft Skalden zu Innsbruck und dem NSDStB an, wobei die Mitgliedschaft bei der Universitätssängerschaft Skalden umstritten ist und von dieser nicht bestätigt werden kann. März 1938 trat er der SS bei (SS-Nummer 340.076).
Während des Zweiten Weltkrieges war Richter Lagerarzt, zunächst im KZ Dachau und ab Herbst 1941 im KZ Mauthausen. In Dachau und Mauthausen führte er zu Übungszwecken nichtfachmännische Operationen aus, die in Mauthausen, in der Hälfte dieser Fälle, zum Tode der behandelten Häftlinge führten. Nur durch einen assistierenden Häftlingsarzt wurde eine höhere Todesrate vermieden. Dabei sollen die Organe gesunder Häftlinge entnommen worden sein, um hernach ihre Überlebensdauer zu messen. In Mauthausen soll er hunderte kranke und somit nicht mehr für die Zwangsarbeit taugliche sowjetische Kriegsgefangene durch Injektionen ins Herz ermordet haben. Schließlich wurde Richter an der Psychiatrisch-neurologischen Beobachtungsstation der Waffen-SS in Gießen behandelt. Danach war er Lagerarzt in den Konzentrationslagern Ravensbrück und Groß Rosen. bei der Waffen-SS erreichte er zum 21. Juni 1943 den Rang eines Obersturmführers. Als Lagerarzt des KZ Loibl am Loiblpass wurde er im August 1943 von Sigbert Ramsauer in dieser Funktion abgelöst und war danach wieder als Lagerarzt im KZ Mauthausen eingesetzt.
Bei Kriegsende soll er sich im Mai 1945 nahe Linz suizidiert haben.